# Efekan Karayazı
Efekan Karayazı (* 6. April 2005 in Bludenz) ist ein österreichisch-türkischer Fußballspieler.

## Karriere

### Verein
Karayazı begann seine Karriere bei Fenerbahçe Istanbul. Im August 2023 stand er erstmals im Profikader von Fenerbahçe, zu einem Einsatz kam er aber noch nicht. Sein Profidebüt gab er schließlich im Jänner 2024 im Cup gegen Adanaspor.
Zur Saison 2024/25 wurde Karayazı an den österreichischen Zweitligisten Floridsdorfer AC verliehen. Sein Debüt in der 2. Liga gab er im September 2024, als er am achten Spieltag jener Saison gegen den SV Lafnitz in der 74. Minute für Paolino Bertaccini eingewechselt wurde. Während der Leihe kam er insgesamt zu 15 Zweitligaeinsätzen.

### Nationalmannschaft
Karayazı spielte im Februar 2024 einmal für die österreichische U-19-Auswahl.